# Pelinopsis pachyzancloides
Pelinopsis pachyzancloides là một loài bướm đêm trong họ Crambidae.